# Leandro Rodríguez
Leandro Joaquín Rodríguez Telechea (Montevideo, Uruguay, 19 de noviembre de 1992) es un futbolista ítalouruguayo que juega como delantero en el Club Atlético Rentistas de la Primera División de Uruguay.

## Trayectoria

### River
El 25 de agosto del 2012 debutó como profesional en el primer equipo de River, comenzó como titular para enfrentar a Juventud de Las Piedras, el partido terminó 1 a 0 a favor.
En la quinta fecha del Torneo Apertura de 2012 anotó su primer gol, fue frente a Liverpool, el partido terminó 2 a 0 a favor de los del Prado.
En el Clausura del 2014, jugó 13 partidos y convirtió 5 goles, terminando como el goleador de su equipo.
En la temporada 2014-15 se superó al anotar 10 goles con River, 9 fueron por el torneo local y el restante fue en la Copa Sudamericana a nivel internacional.
El 21 de agosto de 2015 se anunció su ida al fútbol europeo, para defender al Everton Football Club de la Premier League.

### Everton
El 28 de agosto de 2015 firmó contrato por 4 años con el club inglés, se convirtió en el primer uruguayo en llegar al Everton.
Debutó con la sub-21 del club el 8 de septiembre, se enfrentó al Preston North End en la primera ronda de la Lancashire Senior Cup, anotó su primer gol en Inglaterra y ganaron 3 a 0. En la Premier League sub-21, jugó su primer partido el 14 de septiembre contra Sunderland, fue titular con la camiseta número 9, al minuto 3 anotó un gol y empataron 1 a 1.
Luego de sus dos goles, fue convocado por primera vez para el plantel absoluto para disputar la tercera ronda de la Copa de la Liga contra Reading, estuvo en el banco de suplentes el 22 de septiembre pero no ingresó, ganaron 2 a 1.
El 9 de enero de 2016 debutó con el primer equipo del Everton, ingresó en los minutos finales para enfrentar a Dagenham & Redbridge en la tercera ronda de la FA Cup, ante más de 30.000 espectadores en el Goodison Park, y clasificaron al ganar por 2 a 0.
Luego fue cedido al Brentford Football Club, jugó 2 partidos en la segunda división inglesa, luego regresó a Everton.

## Estadísticas
Actualizado al último partido disputado, el 28 de febrero de 2021: Defensor 1-1 Danubio.
| Club                                                        | Div           | Temporada        | Liga  | Liga  | Liga   | Copas nacionales | Copas nacionales | Copas nacionales | Torneos internacionales(1) | Torneos internacionales(1) | Torneos internacionales(1) | Total | Total | Total  |
| Club                                                        | Div           | Temporada        | Part. | Goles | Asist. | Part.            | Goles            | Asist.           | Part.                      | Goles                      | Asist.                     | Part. | Goles | Asist. |
| ----------------------------------------------------------- | ------------- | ---------------- | ----- | ----- | ------ | ---------------- | ---------------- | ---------------- | -------------------------- | -------------------------- | -------------------------- | ----- | ----- | ------ |
| C. A. River Plate · Uruguay                                 | 1ª            | 2012/13          | 24    | 3     | 1      | -                | -                | -                | -                          | -                          | -                          | 24    | 3     | 1      |
| C. A. River Plate · Uruguay                                 | 1ª            | 2013/14          | 23    | 7     | 0      | -                | -                | -                | 3                          | 0                          | 0                          | 26    | 7     | 0      |
| C. A. River Plate · Uruguay                                 | 1ª            | 2014/15          | 23    | 9     | 3      | -                | -                | -                | 4                          | 1                          | 1                          | 24    | 10    | 4      |
| C. A. River Plate · Uruguay                                 | 1ª            | 2015/16          | 1     | 0     | 1      | -                | -                | -                | -                          | -                          | -                          | 1     | 0     | 1      |
| C. A. River Plate · Uruguay                                 | Total club    | Total club       | 71    | 19    | 5      | 0                | 0                | 0                | 7                          | 1                          | 1                          | 78    | 20    | 6      |
| Everton F. C. Inglaterra                                    | 1ª            | 2015/16          | 0     | 0     | 0      | 1                | 0                | 0                | -                          | -                          | -                          | 1     | 0     | 0      |
| Everton F. C. Inglaterra                                    | Total club    | Total club       | 0     | 0     | 0      | 1                | 0                | 0                | 0                          | 0                          | 0                          | 1     | 0     | 0      |
| Everton F. C. "B" Inglaterra                                | 1ª            | 2015/16          | 8     | 1     | 0      | -                | -                | -                | -                          | -                          | -                          | 8     | 1     | 0      |
| Everton F. C. "B" Inglaterra                                | Total club    | Total club       | 8     | 1     | 0      | 0                | 0                | 0                | 0                          | 0                          | 0                          | 8     | 1     | 0      |
| Brentford F. C. Inglaterra                                  | 2ª            | 2015/16          | 2     | 0     | 0      | -                | -                | -                | -                          | -                          | -                          | 2     | 0     | 0      |
| Brentford F. C. Inglaterra                                  | Total club    | Total club       | 2     | 0     | 0      | 0                | 0                | 0                | 0                          | 0                          | 0                          | 2     | 0     | 0      |
| K. V. Red Star W. S. B. · Bélgica                           | 1ª            | 2016/17          | 0     | 0     | 0      | -                | -                | -                | -                          | -                          | -                          | 0     | 0     | 0      |
| K. V. Red Star W. S. B. · Bélgica                           | Total club    | Total club       | 0     | 0     | 0      | 0                | 0                | 0                | 0                          | 0                          | 0                          | 0     | 0     | 0      |
| Danubio F. C. · Uruguay                                     | 1ª            | 2017             | 11    | 1     | 0      | -                | -                | -                | -                          | -                          | -                          | 11    | 1     | 0      |
| Danubio F. C. · Uruguay                                     | 1ª            | 2018             | 5     | 1     | 0      | 5                | 1                | 2                | 0                          | 0                          | 0                          | 10    | 2     | 2      |
| Danubio F. C. · Uruguay                                     | 1ª            | 2020             | 5     | 1     | 0      | 7                | 0                | 1                | -                          | -                          | -                          | 12    | 1     | 1      |
| Danubio F. C. · Uruguay                                     | Total club    | Total club       | 21    | 3     | 0      | 12               | 1                | 3                | 0                          | 0                          | 0                          | 33    | 4     | 3      |
| M. C. Torque · Uruguay                                      | 1ª            | 2018             | 10    | 2     | 1      | -                | -                | -                | -                          | -                          | -                          | 10    | 2     | 1      |
| M. C. Torque · Uruguay                                      | Total club    | Total club       | 10    | 2     | 1      | 0                | 0                | 0                | 0                          | 0                          | 0                          | 10    | 2     | 1      |
| Racing C. M. · Uruguay                                      | 1ª            | 2019             | 8     | 1     | 2      | -                | -                | -                | -                          | -                          | -                          | 8     | 1     | 2      |
| Racing C. M. · Uruguay                                      | Total club    | Total club       | 8     | 1     | 2      | 0                | 0                | 0                | 0                          | 0                          | 0                          | 8     | 1     | 2      |
| Alebrijes O. F. C. · México                                 | 2ª            | 2019-20          | 17    | 2     | 1      | 1                | 0                | 0                | -                          | -                          | -                          | 18    | 2     | 1      |
| Alebrijes O. F. C. · México                                 | Total club    | Total club       | 17    | 2     | 1      | 1                | 0                | 0                | 0                          | 0                          | 0                          | 18    | 2     | 1      |
| Danubio Fútbol Club · Uruguay                               | 1ª            | 2020-21          | 28    | 4     |        |                  |                  |                  |                            |                            |                            |       |       |        |
| Club Atlético Rentistas · Uruguay                           | 1ª            | 2022- Actualidad | 5     | 0     |        |                  |                  |                  |                            |                            |                            |       |       |        |
| Total carrera                                               | Total carrera | Total carrera    | 170   | 32    | 9      | 14               | 1                | 3                | 7                          | 1                          | 1                          | 158   | 30    | 13     |
| (1)Incluidos los datos de la Copa Sudamericana (2013, 2014) |               |                  |       |       |        |                  |                  |                  |                            |                            |                            |       |       |        |

## Palmarés

### Títulos nacionales
| Título     | Club      | País   | Año  |
| ---------- | --------- | ------ | ---- |
| Ascenso MX | Alebrijes | México | 2019 |